# Chaetodon melapterus
Chaetodon melapterus е вид бодлоперка от семейство Chaetodontidae. Видът не е застрашен от изчезване.

## Разпространение и местообитание
Разпространен е в Бахрейн, Джибути, Еритрея, Йемен, Иран, Катар, Обединени арабски емирства, Оман, Саудитска Арабия, Сомалия и Судан.
Обитава крайбрежията и пясъчните дъна на океани, морета, заливи и рифове. Среща се на дълбочина около 1,5 m.

## Описание
На дължина достигат до 13 cm.
Популацията на вида е стабилна.